# Дольяні
Дольяні (італ. Dogliani, п'єм. Dojan) — муніципалітет в Італії, у регіоні П'ємонт,  провінція Кунео.
Дольяні розташоване на відстані близько 470 км на північний захід від Рима, 65 км на південь від Турина, 36 км на північний схід від Кунео.
Населення — 4831 особа (2014).
Щорічний фестиваль відбувається 2 листопада. Покровитель — святий Павло.

## Демографія
Населення за роками:

Станом на 1 січня 2023 року в муніципалітеті офіційно проживало 647 іноземців з 49 країн, серед них 244 громадяни країн Євросоюзу та 2 громадяни України.

## Сусідні муніципалітети
- Бельведере-Ланге
- Бонвічино
- Боссоласко
- Чиссоне
- Фарильяно
- Лекуїо-Танаро
- Монк'єро
- Монфорте-д'Альба
- Роддіно
- Сомано